# 응우옌응옥뉴툭
응우옌응옥뉴툭(베트남어: Nguyễn Ngọc Nhu Thục / 阮玉柔淑 완옥유숙, 1819년 12월 16일 ~ 1886년)은 응우옌 왕조의 황족이다. 민망 황제의 9번째 딸로, 생모는 혜빈(惠嬪) 쩐티후언(陳氏勳)이다.

## 생애
자롱 18년 음력 10월 29일(1819년 12월 16일), 후에 황성에서 태어났다.
티에우찌 3년(1843년), 신륭후(新隆侯) 응우옌쑤언(阮春)의 아들 응우옌푸(阮賦)와 혼인하였다. 그와의 사이에서 아들 1명과 딸 2명을 두었다.
뜨득 7년(1854년), 안길공주(베트남어: An Cát Công chúa / 安吉公主)로 봉해졌다.
동카인 원년(1886년), 사망하니 향년 68세였다. 시호를 미숙(美淑)이라고 하였고, 트어티엔부 흐엉투이현 끄찐총(居正總) 응우옛비에우사(月瓢社)에 장사지냈다.